# 傅介子墓
傅介子墓，位于中国甘肃省庆城县，为一个省级文物保护单位，类型为古墓葬。
傅介子墓的历史年代为汉代。